# 迪默斯維爾
迪默斯維爾是瑞士的城鎮，位於該國中部，由伯恩州負責管轄，面積2.86平方公里，海拔高度600米，2011年人口195，八成人口信奉基督教，人口密度每平方公里68人。